# تولیا (تگزاس)
تولیا، تگزاس(به انگلیسی: Tulia, Texas) شهری در ایالت تگزاس از ایالات جنوبی ایالات متحده آمریکا است. در سرشماری سال ۲۰۰۰، جمعیت این شهر ۵۱۱۷ نفر اعلام شد.